# Fairholm
Fairholm (más néven Fairholme) az Amerikai Egyesült Államok északnyugati részén, Washington állam Clallam megyéjében elhelyezkedő önkormányzat nélküli település. Itt található a Fairholme kemping.
Fairholme postahivatala 1891 és 1902 között működött; első vezetője George Mitchell volt. A település első lakója W. V. Wilson volt.

## Fordítás
- Ez a szócikk részben vagy egészben  a   Fairholm, Washington című angol Wikipédia-szócikk ezen változatának fordításán alapul.  Az eredeti cikk szerkesztőit annak laptörténete sorolja fel. Ez a jelzés csupán a megfogalmazás eredetét és a szerzői jogokat jelzi, nem szolgál a cikkben szereplő információk forrásmegjelöléseként.